# ルイス・リカルド・レジェス
ルイス・リカルド・レジェス・モレノ（Luis Ricardo Reyes Moreno, 1991年4月3日 - ）は、メキシコ・モンテレイ出身の同国代表サッカー選手。CFアトラス所属。ポジションは、ディフェンダー（左サイドバック）。

## クラブ歴
2008年からCFアトラスのアカデミーでプレーを始め、トップチーム昇格後は国内の2部や3部に所属するクラブに期限付き移籍し経験を積んだ。2016年7月に行われたデポルティーボ・トルーカFCとのリーグ戦でトップチームデビュー。
2018年5月18日、クルブ・アメリカに移籍。2021年シーズンより、アトラスへ復帰することが発表された。

## 代表歴
2017年2月8日の国際親善試合・アイスランド戦でメキシコ代表デビュー。ヘスス・ガジャルドとの交代でフアン・カルロス・オソリオ監督により後半開始から投入された。

## タイトル
クラブ
クルブ・アメリカ
- リーガMX : アペルトゥーラ2018
- コパMX : クラウスーラ2019
- カンペオン・デ・カンペオーネス : 2019

個人
- リーガMXベストイレブン : クラウスーラ2017